# Kaspar Hauser (film, 1915)
Pour les articles homonymes, voir Kaspar Hauser.
Pour plus de détails, voir Fiche technique et Distribution.
Kaspar Hauser est un film historique allemand réalisé par Kurt Matull et sorti en 1915. 

## Fiche technique
- Titre original : Kaspar Hauser
- Réalisation : Kurt Matull
- Scénario : Kurt Matull
- Pays d'origine : Empire allemand
- Langue originale : muet
- Format : noir et blanc
- Genre : historique
- Durée : 3 bobines
- Dates de sortie :
  - Empire allemand : 1915

## Distribution
- Joseph Römer